# Eduardo Peña Triviño
Eduardo Peña Triviño (Palenque, 26 de agosto de 1936) es un abogado, escritor y político ecuatoriano, fue miembro del gobierno de Sixto Duran Ballén donde fue ministro de Educación y, entre 1995 y 1996, vicepresidente del Gobierno.

## Historia
Es el quinto hijo del matrimonio de Asdrúbal Peña Cedeño y Mercedes Triviño Luzarraga, se mudó a Guayaquil desde pequeño, donde estudió la primaria, la secundaria la realizó en colegio Aguirre Abad de dicha ciudad. Es fluente en inglés y francés, y de profesión es Abogado, graduado en la Universidad de Guayaquil, donde fue Vicepresidente de la Asociación de Escuela de Derecho.
Fue profesor en la Facultad de Filosofía de la Universidad Católica Santiago de Guayaquil en la década del 60, en 1970 fue ascendido a Decano y para 1972 era el Vicerrector de la Universidad. 
Está casado con Elena Martha Hurtado Uscocovich con tiene cinco hijos: Eduardo Antonio, Carolina de los Ángeles, Isabel Catalina, Elena Margarita y Teresa de Lourdes Peña Hurtado.

### Vida política
Durante los 70's fue miembro de la comisión civil-militar que redactó el programa de gobierno de la dictadura de Guillermo Rodríguez Lara. También fue parte del Consejo Municipal de Guayaquil e interinamente Alcalde de dicha ciudad.
En 1992, al inicio de la Administración del Presidente Sixto Durán Ballén, fue designado como Ministro de Educación, iniciando una gran reforma curricular y enfrentándose al entonces poderoso sindicato de profesores UNE. Tras un paro nacional organizado por la UNE, hizo despedir a 8 profesores públicos que eran dirigentes del sindicato. Dejó el ministerio después de 17 meses de gestión.
En 1995 tras un juicio político y persecución judicial el entonces Vicepresidente Alberto Dahik renunció a su cargo y se fugó del país. Durán-Ballén envió una terna al Congreso para conseguir a su reemplazo, esta terna fue encabeza por Peña, también constaban el ministro de Obras Públicas, Pedro López y el vocal de la Junta Nacional Monetaria Raúl Gangotena. El Congreso eligió a Peña con 48 votos de los 77 miembros del Congreso. Como vicepresidente, Peña actuó en total acuerdo con el presidente Durán-Ballén, lo asesoró en los más importantes asuntos del gobierno. En la delicada situación del país a raíz del conflicto con el Perú, estando las negociaciones estancadas por las irreductibles posiciones de las partes, Peña sugirió que los garantes pudieran intervenir para facilitar el diálogo y así se le propuso a la delegación peruana, que aceptó el planteamiento. De allí en adelante las conversaciones fueron fructíferas y se cerró la frontera mediante el acuerdo firmado en Brasilia, siendo presidente Mahuad,en octubre de 1998. Tras la vicepresidencia, se retiró de la vida política, pero continuó trabajando como gerente general de Seguros Sucre,[cita requerida] hasta el 2007, y con sus clases de Introducción al Humanismo como Profesor Principal de la Universidad Católica Santiago de Guayaquil, hasta el 2012.

### Actualidad
Después de haberse jubilado se ha dedicado a escribir. Ha publicado varios libros de ensayos: "Propuesta de una Ética Laica" (2 ediciones), "Por las alturas, reflexiones sobre la libertad y el poder", "Humanismo Siglo XXI", "USA y China,esplendor y decadencia" y en 2015 una novela: "Noé Club".
Anteriormente, como fruto de su trabajo como reasegurador profesional y asegurador, publicó "Manual de Derecho de Seguros", que lleva cuatro ediciones, y es el único libro de un autor ecuatoriano sobre la ciencia del seguro. Es libro de texto para algunos institutos de educación superior. 
También colabora como columnista del diario guayaquileño El Universo y sigue siendo asesor de seguros.